# Río Ruecas
El río Ruecas es un río del oeste de la península ibérica perteneciente a la cuenca hidrográfica del Guadiana que transcurre por Extremadura (España).

## Curso
El Ruecas tiene su nacimiento en el pico Villuercas, en el término municipal de Cañamero. Discurre durante unos dos kilómetros encajado por un profundo desfiladero flanqueado por las sierras de los Castillejos, la Lóriga, del Risco del Castillo y del Risco de las Cuevas. 
En el término de Villar de Rena recibe a uno de sus afluentes, el río Pizarroso, y en Rena sus dos afluentes principales, el río Gargáligas y el río Alcollarín, vierten sus aguas en el Ruecas. Desemboca en el río Guadiana cerca de la localidad de Hernán Cortés, en el término municipal de Don Benito.
Como curiosidad, el río da nombre a la alquería pacense de Ruecas, perteneciente también al término de Don Benito.
Sus aguas están embalsadas en el embalse de Ruecas.

## Flora y fauna
El curso alto del Ruecas has sido declarado Zona Especial de Conservación (ZEC) por sus hábitats riparios de bosques aluviales residuales y de galería de Salix alba y Populus alba. También se encuentran dentro del espacio robledales y castañares. La fauna está representada por Lutra lutra, el grupo de los quirópteros, reptiles como Mauremys leprosa y Lacerta screiberi, así como cinco especies piscícolas.